# Франсис Скот Фицджералд
Франсис Скот Фицджералд (на английски: Francis Scott Key Fitzgerald) е американски писател, известен най-вече с романа си „Великият Гетсби“. Той пръв нарича 1920-те години в САЩ „Ерата на джаза“.
С красивата си съпруга Зелда Сеър (Zelda Sayer), Фицджералд изживява години на интензивен светски живот и щедро харчене на пари. В началото на една от неговите истории Фицджералд пише, че „богатите са различни от вас и мен“. Той обрисува света на привилегированите в своите романи, от които „Великият Гетсби“ (1925) е най-известен.

## Биография
Фицджералд е роден в Сейнт Пол, Минесота, а произходът му е смесен южняшко-ирландски. Баща му, Едуард Фицджералд, благородник от южните щати, прави опити да се занимава с търговия, но бизнесът му с мебели се проваля. Мери Маккилън, майка му, е дъщеря на преуспяващ бакалин на едро. Тя се посвещава изцяло на единствения си син. Семейството се мести често, но накрая се установява в Сейнт Пол през 1918 г.
Фицджералд започва да пише още като ученик в Сейнт Пол. Неговата първа публикация е разказът „Загадката на ипотеката на Реймънд“ (1909). През 1913 г. Фицджералд постъпва в Принстънския университет, където става запален футболист. През 1917 г. е изключен поради отсъствия и влиза в армията на САЩ. Неговите преживявания по време на Първата световна война са съвсем мирни, в сравнение с тези на Ърнест Хемингуей – той никога не е участвал в бойни действия и дори не заминава за Франция. По това време „Романтичният еготист“ – роман, започнат в Принстън, е върнат от издателство „Скрибнър“ с насърчително писмо.
Демобилизирал се през 1919 г., Фицджералд работи кратко време в Ню Йорк в една рекламна агенция. Разказът му „Наивници“ (Babes in the Wood) е публикуван в списание „Умната група“ (The Smart Set). Фицджералд получава за него тридесет долара и с тези пари си купува чифт бели панталони. Повратна точка в живота му става срещата със Зелда Сеър, самата тя амбициозна млада писателка, през 1918 г. Тя отказва да се омъжи за него, тъй като той не разполага с достатъчно средства. През 1920 г. се появява първият роман на Фицджералд, „Отсам рая“, където той използва материал от „Романтичния еготист“. „Отсам рая“ веднага става бестселър. Така Фицджералд изведнъж се оказва богат и същата година се оженва за любимата си Зелда.
Но парите се харчат лесно и скоро дълговете на Фицджералд започват да растат, а Зелда междувременно ражда дъщеря през 1921 – Франсес. „Красиви и прокълнати“ (The Beautiful and Damned), вторият роман на Фицджералд, описва Антъни Пач, интелигентен и чувствителен, но слабохарактерен мъж, който изхарчва парите си от наследство в пиене. В края на романа той е изгубил заедно с жена си илюзиите за красота и истина. Тази книга не е посрещната добре и през 1924 Фицджералд заминава да живее в Европа. Там се свързва с автори като Гертруд Стайн и Ърнест Хемингуей. През 1925 г. е публикуван шедьовърът на Фицджералд „Великият Гетсби“, който получава отлични рецензии, но продажбите му не вървят толкова добре, колкото се е очаквало. Фицджералд почва да затъва в блатото на алкохолизма. През 1926 „Великият Гетсби“ е пригоден за сцена и се играе в Ню Йорк. Същата година сценарият е продаден и за филмова адаптация. Първата филмова версия на „Великия Гетсби“ е направена същата година.
Към алкохолизма на Фицджералд се добавя психическото заболяване на Зелда. След всеки пристъп тя се влошава все повече. Зависимостта на Фицджералд от алкохола нараства. Двамата често са в обектива на репортери от жълтата преса през 1930-те. Личната им трагедия е в основата на романа на Фицджералд „Нежна е нощта“ (1934), който той ревизира многократно. Фицджералд се връща в САЩ през 1937 г. и се заселва в Холивуд, където заживява с Шейла Греъм, репортерка на клюкарски рубрики. Той работи над различни филмови сценарии, но завършва само един – „Трима другари“ (1938), преди да бъде уволнен поради непродуктивност. Сценарият е базиран върху едноименния роман на Ерих Мария Ремарк. В писмо до дъщеря си от Холивуд (1938) Фицджералд пише „това, което правя тук, е последно уморено усилие на човек, който някога се е занимавал с по-стойностни неща и се е справял много по-добре“.
През 1939 г. Фицджералд започва роман за Холивуд, „Последният магнат“, който не успява да завърши. Умира на 21 декември 1940 г. в Холивуд в апартамента на приятелката си. Зелда умира през 1948 г. при пожар в болницата, където е настанена. Незавършеният му роман е издаден посмъртно.

### Романи
- This Side of Paradise (1920)
Отсам Рая, изд. „Нов златорог“, София, 1995, прев. Васил Чочов
Отсам Рая, изд. „Аквариус“, София, 2023, прев. Рада Шарланджиева, Владимир Левчев;
Отсам Рая, в т. 2 на Избрани творби в три тома, изд. „Народна култура“, София, 1986
- The Beautiful and Damned (1922)
Красиви и прокълнати, изд. „Нов златорог“, София, 1994, 1999, 2015, прев. Силвиана Златева
- The Great Gatsby (1925)
Великият Гетсби, изд. „Народна култура“, 1966, 1978;  изд. „Мавродинов“, София, 1991; Х-издания, София, 1998; изд. „Абагар“, 1999; PGL, София, 2001 (с „Нежна е нощта“); изд. „Фама“, София, 2004, 2013; изд. Труд“, София, 2011, изд. Хеликон“, 2018, 2019, 2021, прев. Нели Доспевска
Великият Гетсби, изд. „Пергамент прес“, София, 2013, прев. Станимир Йотов
Великият Гетсби, ИК „Персей“, София, 2013, 2017, 2023, прев. Емил Минчев
Великият Гетсби, ИК „Знаци“, Бургас, 2022, прев. Дора Велева
Великият Гетсби, изд. „Колибри“, София, 2024, прев. Стела Джелепова (с „Нежна е  нощта“)
Великият Гетсби, в Избрани творби в три тома, т. 2., изд. „Народна култура“, София, 1986
- Tender Is the Night (1934)
Нежна е нощта, изд. „Народна култура“, 1967, 1978, 1980, изд. „Нов златорог“, 1992, изд. „Кръг“, 2023, София, прев. Димитри Иванов
Нежна е нощта, в Избрани творби в три тома, т. 3, изд. „Народна култура“, София, 1986, прев. Николай Попов
Нежна е нощта, изд. „Труд“, София, 2011, прев. Борис Дамянов
Нежна е нощта, изд. A&T Publ., София, 2018, прев. Мария Бояджиева 
Нежна е нощта, изд. „Колибри“, София, 2024, прев. Надя Баева (с „Великият Гетсби“)
- The Love of the Last Tycoon – оригинално заглавие The Last Tycoon (1941)
Последният магнат, в Избрани творби в три тома, т. 3, изд. „Народна култура“, София, 1986, прев. Николай Попов
Последният магнат, изд. „Калем 90“, Пловдив, 1992, прев. Мариана Неделчева

### Повести/новели
- The Diamond as Big as the Ritz (1922) (в Tales of the Jazz Age)
„Диамант, голям колкото „Риц“, изд. „Хеликон“, София, 2021
„Диамантът, голям колкото „Риц“, в Избрани творби в три тома, т. 2. изд. „Народна култура“, София, 1986
- May Day (1922) (в Tales of the Jazz Age)
Първи май, в Избрани творби в три тома, т. 2. изд. „Народна култура“, София, 1986

### Сборници с разкази
- Flappers and Philosophers (1921)
- Tales of the Jazz Age (1922)
- All the Sad Young Men (1926)
- Taps at Reveille (1935)

### Пиеси
- The Vegetable (1923)